# D’erlanger
A D’erlanger (D'ERLANGER-kén stilizálva) japán visual kei rockegyüttes, melyet 1983-ban alapított a gitáros Cipher és a basszusgitáros Seela. Eredetileg speed és power metalt játszottak, azonban az énekes Kyo és a dobos Tecu csatlakozását követően alternatív rockra váltottak, így jelent meg 1989-ben első lemezük, a La Vie En Rose. Bár független kiadónál adták ki, minden példány elfogyott és újra is kellett nyomni, ez felkeltette a nagykiadók figyelmét és leszerződtette őket a BMG Japan. 1990 márciusában megjelent második lemezük, a Basilisk, nem sokkal később hirtelen feloszlottak. 
Bár csak rövid ideig voltak a reflektorfényben, a visual kei mozgalom kezdetének egyik meghatározó alakjaként tartják számon őket. 2007-ben újraegyesültek és kiadták a Lazzaro című albumukat, mely inkább gothic rock stílusú. Azóta több lemezük is megjelent, a legutóbbi 2019 májusában, Roneve címmel.
Az együttes tagjai úgy hitték, hogy a D’erlanger szó franciául azt jelenti, „szemérmetlen csábítás”.

## Diszkográfia
- La Vie En Rose (1989), Oricon-helyezés: #25[6]
- Basilisk (1990), #5[6]
- Lazzaro (2007), #32[6]
- The Price of Being a Rose is Loneliness (2008), #22[6]
- D’erlanger (2009), #19[6]
- #Sixx (2013) No. 16[6]
- Spectacular Nite: Kuruosii joru ni cuite (Spectacular Nite -狂おしい夜について-; Hepburn: Spectacular Nite -Kuruoshii Yoru ni Tsuite-?, ’2015’), #18[6]
- J'aime La Vie (2017), #14[6]
- Roneve (2019), #15[6]